# 若井友希のアニラジステーションやお!
若井友希のアニラジ☆ステーションやお!（わかいゆうきのアニラジ☆ステーションやお!）は、2018年4月7日より岐阜放送ラジオ（ぎふチャン）にて放送中のラジオ番組(アニラジ)である。パーソナリティは声優アイドルグループi☆Risに所属している若井友希が担当する。

## 概要
- 2014年7月4日から12月26日までは『ayami&友希のアニラジ☆ステーションやお!』として、アニソン歌手であるayamiと、声優でありアイドルユニットi☆Risのメンバーとして活躍する若井友希がパーソナリティ担当し、原則2人のトークで進行していた。また、2人はともに岐阜県出身である。
- 2015年1月2日から2018年3月31日まではパーソナリティーが若井友希と吉岡茉祐のペアに変わり、番組タイトルも『若井友希&吉岡茉祐のアニラジステーションやお!』に変更。コーナーはスキルアップチャレンジは継続し、リニューアル。
- 2018年4月7日からはパーソナリティが若井友希のみとなり、番組タイトルも現行に変更。

### 放送時間
- 岐阜放送（ぎふチャン）土曜 23:00 - 23:30
  - 野球中継延長による放送時間の遅れあり
- 2016年3月25日までの放送は、毎週金曜 21:00 - 21:30 であった。

## コーナー

### レギュラーコーナー
ラジドラドリーム以外のコーナーは週替わり。
- ゆうきとまゆしぃの スキルアップチャレンジ：リニューアル前から続くコーナー。お題を出し、それに挑戦する。
- 女子力向上委員会：女子力向上のためのお題をリスナーなどから募集し、挑戦する。
- 検証企画 これはアカんて〜![1]：「ゴムパッチンは痛いのか？」「○○に××はおいしいのか？」等のお題に体を張って挑戦し、安全か危険かを判定する。尚、このコーナー名は2人が「i☆Ris」、「Wake Up, Girls!」でのイメージカラーがともに赤であることから来ている。
- イマドキな歌に変えまショー：偉人の俳句や和歌をイマドキな歌詞に作り変えてみる。
- リメンバーミー：各人のブログの内容を元にクイズを出題し、それぞれが答える。自分のブログの内容を覚えているかどうか
- ニチマpresents ラジドラ☆ドリーム!：スポンサーである日本マンガ芸術学院の生徒によるコーナー。生徒が脚本を書き、出演するラジオドラマなどを放送。

### 「ayami&友希のアニラジ☆ステーションやお」時代のコーナー
- 最近あった小さなしあわせ：リスナーの最近起きた幸せなことを発表するコーナー

## ゲスト
- 奥野香耶（2014年8月15日放送分）
- 永野愛理（2014年9月19日放送分）
- 田中美海（2014年11月21日放送分）
- 高木美佑（2014年12月19日放送分）